# سیس یان فینکل

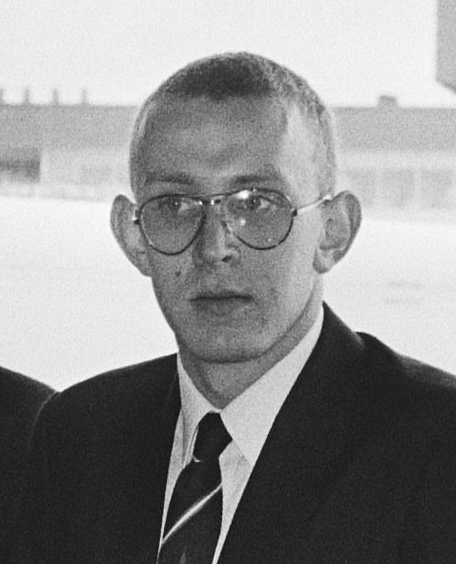
نگاره‌ای از سیس یان فینکل، شناگر هلندی - ۱۹۸۰

سیس یان فینکل (به انگلیسی: Cees Jan Winkel) (زادهٔ ۱۰ ژوئن ۱۹۶۲) شناگر اهل هلند است.